# Eerste Kamercommissie

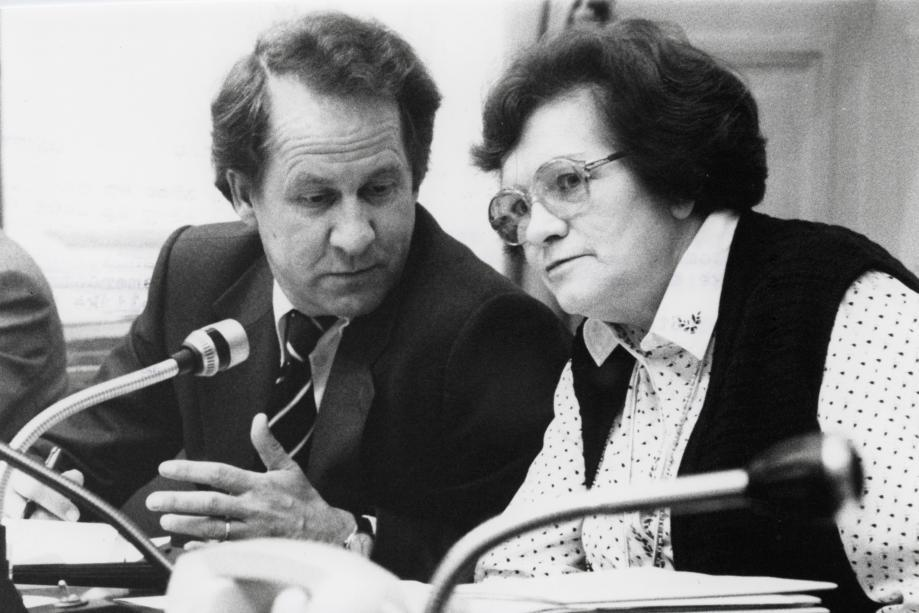
Staatssecretaris G.Ph. Brokx met Mw. G.M.P. Cornelissen (KVP) tijdens een vergadering van de Kamercommissie voor Volkshuisvesting en Ruimtelijke Ordening. Nederland, Den Haag, 27 oktober 1980.

Een Eerste Kamercommissie is een commissie die is ingesteld voor een bepaald onderwerp door de Nederlandse Eerste Kamer.
In de Eerste Kamer zijn alle fracties vertegenwoordigd in de commissies. De Kamervoorzitter benoemt de (plaatsvervangende) commissieleden. Hij overlegt daarbij met de fracties in de Kamer.
Er zijn vaste en bijzondere commissies. Daarnaast is er een Huishoudelijke Commissie, die alleen gericht is op de interne organisatie.
Iedere commissie wordt bijgestaan door een griffier. Commissies vergaderen in een zogenaamde commissievergadering.

## Vaste commissies
Vaste commissies hebben het beleidsterrein van een bepaald ministerie of een onderdeel van dat beleid als werkgebied. Zo is er voor elk ministerie ten minste één vaste commissie.
De voornaamste taak van een commissie is wetsvoorstellen aan een voorbereidend onderzoek te onderwerpen door middel van het wisselen van schriftelijke stukken met de verantwoordelijke bewindslieden.
De commissie kan mondeling overleggen met een bewindspersoon. In de praktijk van de Eerste Kamer komt dat evenwel zelden voor.

## Overzicht vaste commissies van de Eerste Kamer sinds 1948
Opgeheven commissies zijn ingesprongen genoemd bij hun opvolger, waar van toepassing.
- Eerste Kamercommissie voor Asiel en Immigratie/JBZ-zaken (1999 - heden)
- Eerste Kamercommissie voor Binnenlandse Zaken en Algemene Zaken (2007 - heden)
  - Eerste Kamercommissie voor Algemene Zaken en Huis der Koningin (1967 - 2007)
  - Eerste Kamercommissie voor Binnenlandse Zaken en Hoge Colleges van Staat (1967 - 2007)
- Eerste Kamercommissie voor Buitenlandse Zaken, Defensie en Ontwikkelingssamenwerking (2007 - heden)
  - Eerste Kamercommissie voor Ontwikkelingssamenwerking (1970 - 2007)
  - Eerste Kamercommissie voor Buitenlandse Zaken (1967 - 2007)
  - Eerste Kamercommissie voor Defensie (1967 - 2007)
  - Eerste Kamercommissie voor Buitenlandse politiek (1950 - 1967)
  - Eerste Kamercommissie voor Internationale economische samenwerking (1950 - 1957)
- Eerste Kamercommissie voor Economische Zaken, Landbouw en Innovatie (1957 - heden)
  - Eerste Kamercommissie voor Landbouw en Visserij (1967 - 2011)
- Eerste Kamercommissie voor Europese Zaken (1970 - heden)
- Eerste Kamercommissie voor Financiën (1957 - heden)
- Eerste Kamercommissie voor Infrastructuur, Milieu en Ruimtelijke Ordening (2011 - heden)
  - Eerste Kamercommissie voor Wonen, Wijken en Integratie (2007 - 2011)
  - Eerste Kamercommissie voor Verkeer en Waterstaat (1957 - 2010)
  - Eerste Kamercommissie voor Volkshuisvesting en Ruimtelijke Ordening (1967 - 2007)
  - Eerste Kamercommissie voor Ruimtelijke Ordening/Milieubeheer (1983 - 2003)
- Eerste Kamercommissie voor Koninkrijksrelaties (1959 - heden)
  - Eerste Kamercommissie voor Overzeese Gebiedsdelen (1950 - 1959)
  - Eerste Kamercommissie voor Nieuw-Guinea (1959 - 1962)
- Eerste Kamercommissie voor Onderwijs/OCW (1967 - heden)
  - Eerste Kamercommissie voor Welzijn/Cultuur (1983 - 1995)
  - Eerste Kamercommissie voor Wetenschapsbeleid en Wetenschappelijk Onderwijs (1971 - 2007)
  - Eerste Kamercommissie voor Cultuur (1967 - 2007)
- Eerste Kamercommissie voor Sociale Zaken en Werkgelegenheid (1967 - heden)
- Eerste Kamercommissie voor de Verzoekschriften (1948 - heden)
- Eerste Kamercommissie voor Veiligheid en Justitie (1967 - heden)
- Eerste Kamercommissie voor Volksgezondheid, Welzijn en Sport cq Volksgezondheid en Milieu (1967 - 2003)

## Bijzondere commissies
De Eerste Kamer kent bijzondere commissies die worden belast met de voorbereiding van wetsvoorstellen en onderwerpen met een bijzonder karakter.
Momenteel zijn er bijzondere commissies voor de herziening van het Nieuw Burgerlijk Wetboek en voor de JBZ-raad. Deze laatste commissie behandelt onderwerpen die aan de orde komen in de Europese Raad van ministers van Justitie en Binnenlandse Zaken.

## Huishoudelijke commissie
De Kamervoorzitter en de ondervoorzitters vormen samen de Huishoudelijke commissie. Zij stelt de ambtenaren van de Kamer aan, behalve de griffier en plaatsvervangende griffiers. De Huishoudelijke commissie bepaalt wel de taken en instructies van de (plaatsvervangende) griffiers. De commissie houdt ook toezicht op de leidinggevende taak van de griffier over de ambtelijke organisatie.
Tot slot stelt de Huishoudelijke commissie de begroting op voor de uitgaven van de Eerste Kamer (de zogenaamde 'raming').